# Vladymyr O. Lokot'
| 157271 Gurtovenko | 13 settembre 2004 |

Vladymyr O. Lokot' (in ucraino Владимир О. Локоть?) (...) è un astronomo ucraino, citato, secondo la traslitterazione inglese, anche come Vladimir Lokot.
Il Minor Planet Center gli accredita la scoperta di due asteroidi, effettuate entrambe nel 2004 in collaborazione con Heorhyj U. Koval'čuk.